# 卡梅什科沃区
卡梅什科沃区（俄语：Камешковский район）是俄罗斯联邦弗拉基米尔州下辖的一个区，其行政中心为卡梅什科沃。据2016年统计，该区的人口为30123人。